# Phillipa Towler-Green

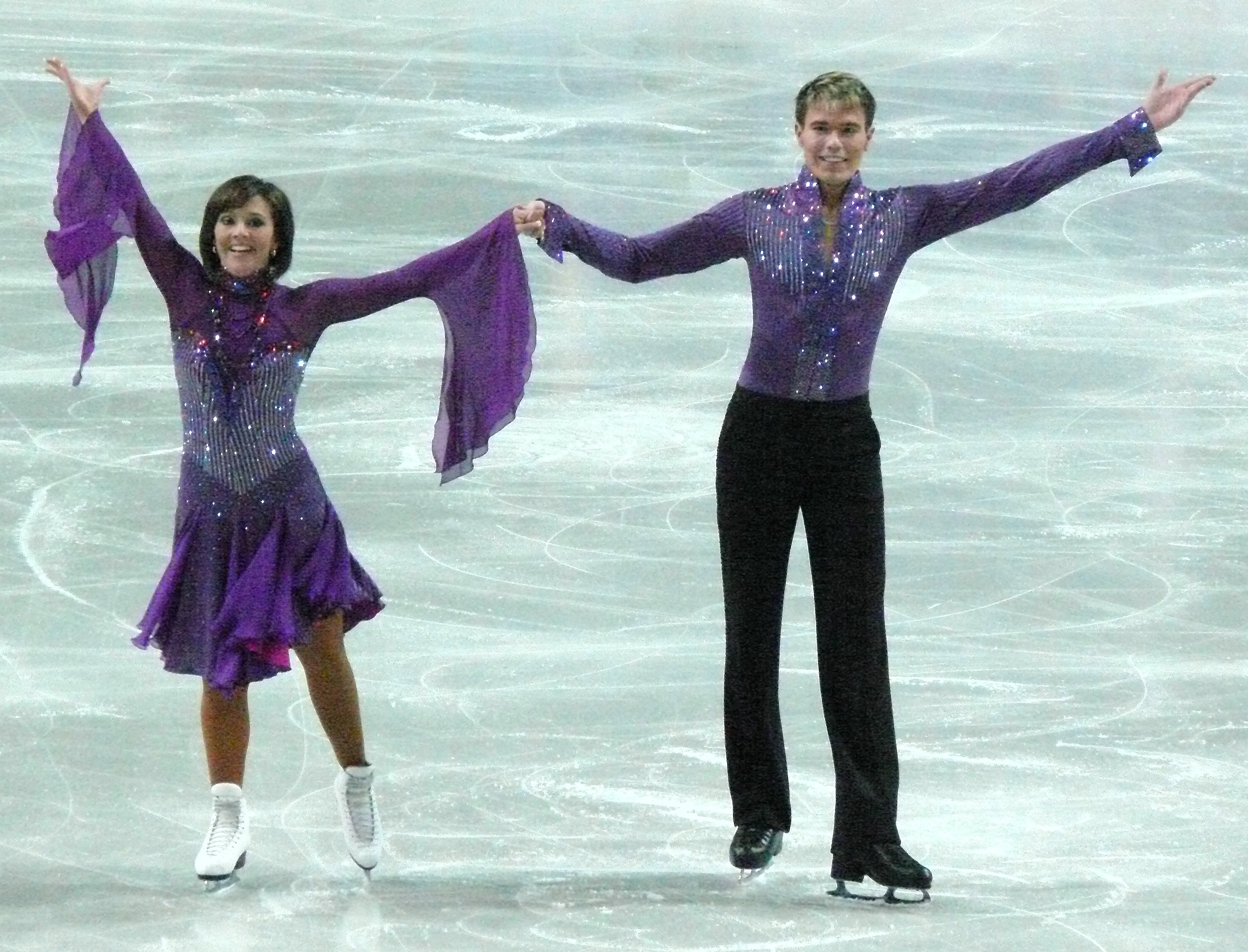
Phillipa Towler-Green en Phillip Poole op het EK van 2007

Phillipa Towler-Green (Londen, 11 mei 1984) is een Britse (Engels) kunstschaatsster.
Towler-Green is actief in het ijsdansen en haar vaste sportpartner is Phillip Poole en zij worden gecoacht door moeder Diane Towler die ook de choreografie verzorgt. Voorheen reed ze onder andere met Robert Burgerman. Towler-Green en Poole schaatsen sinds 2004 met elkaar.

## Persoonlijke records
| records                | punten | datum      | toernooi              |
| ---------------------- | ------ | ---------- | --------------------- |
| Hoogste totaalscore    | 136.67 | 04-09-2004 | Nebelhorn Trophy 2004 |
| Hoogste verplichte kür | 27.14  | 02-09-2004 | Nebelhorn Trophy 2004 |
| Hoogste originele kür  | 43.70  | 26-03-2009 | WK 2009               |
| Hoogste vrije kür      | 68.56  | 25-01-2008 | EK 2008               |

## Belangrijke resultaten
In 2002 en 2003 met Robert Burgerman. Vanaf 2004 met Phillip Poole.
| Kampioenschap           | 2002 | 2003 | 2004 | 2005  | 2006   | 2007   | 2008   | 2009   |
| ----------------------- | ---- | ---- | ---- | ----- | ------ | ------ | ------ | ------ |
| Wereldkampioenschap     |      |      |      |       |        |        |        | 23e    |
| Europees Kampioenschap  |      |      |      |       | 20e    | 23e    | 18e    |        |
| Nationaal Kampioenschap | 4e   | 4e   | 4e   | Brons | Zilver | Zilver | Zilver | Zilver |